# Menuang Kinco
Menuang Kinco is een bestuurslaag in het regentschap Aceh Barat van de provincie Atjeh, Indonesië. Menuang Kinco telt 557 inwoners (volkstelling 2010).